# محمد التليلي المنصري
محمد التليلي المنصري (ولد في 30 مارس 1974 في سيدي بوزيد) هو محامي تونسي، رئيس الهيئة العليا المستقلة للانتخابات منذ نوفمبر 2017 حتى استقالته في يوليو 2018 وتخلى رسميا عن منصبه بعد انتخاب نبيل بفون رئيسا للهيئة خلفا له في 30 يناير 2019.
في 9 مايو 2022، عيّنه الرئيس قيس سعيد عضوا بهيئة الانتخابات الجديدة وتولى خطة الناطق الرسمي باسم الهيئة في 22 يوليو 2022.

## السيرة الذاتية

### المسار الدراسي والمهني
تحصل المنصري على شهادة الأستاذية سنة 1996 من كلية الحقوق والعلوم الاقتصادية والسياسية بسوسة، ثم نال شهادة الدراسات المعمقة في قانون الأعمال من نفس الكلية في 1998، وأخيرا هو مسجل بأطروحة الدكتوراه في نفس المجال ونفس الكلية. 

عمل كأستاذ لمدة عشر سنوات في كل من كلية الحقوق بسوسة التي تخرج منها، وأيضا في المعهد العالي للنقل وخدمات الاتصال بسوسة والمعهد العالي للدراسات التكنولوجية بسيدي بوزيد والمعهد العالي للفنون والحرف بسيدي بوزيد. 

من جهة أخرى، فهو يعمل كمحامي لدى محكمة التعقيب ومرسم بجدول المحامين منذ 4 يناير 1999.

### هيئة الانتخابات
كان محمد التليلي المنصري عضو الهيئة الفرعية للانتخابات بسيدي بوزيد أثناء انتخابات المجلس الوطني التأسيسي التونسي 2011، مكلفا بالشؤون القانونية. وبقي في نفس المهمة أثناء الانتخابات التشريعية والانتخابات الرئاسية التونسية 2014، إضافة لكونه منسقا جهويا لمراقبة أنشطة الحملة الانتخابية. 

في 17 يناير 2017، انتخب كعضو من قبل مجلس نواب الشعب في الهيئة العليا المستقلة للانتخابات عن صنف المحامين، وأدى اليمين الدستورية أمام رئيس الجمهورية الباجي قائد السبسي في 7 فبراير الموالي. 

في 14 نوفمبر 2017، انتخبه مجلس نواب الشعب كرئيس للهيئة بعد تحصله على 115 صوت على 169 صوتا (من جملة 217 نائبا)، بعد أن صوت لصالحه نواب حركة النهضة ونداء تونس والاتحاد الوطني الحر. أول انتخابات أشرف على تنظيمها هي الانتخابات البلدية التي نظمت في 6 مايو 2018.